# Aechmea kentii
Espèce
Classification phylogénétique
Synonymes
- Streptocalyx kentii H.E.Luther

Statut de conservation UICN

 EN B1ab(iii) : En danger
Aechmea kentii est une espèce de plantes à  fleurs de la famille des Bromeliaceae, endémique d'Équateur.

## Synonyems
- Streptocalyx kentii H.E.Luther[1].

## Distribution
L'espèce est endémique d'Équateur.

## Description
L'espèce est épiphyte.